# Hanspeter Münch
 Hanspeter Münch  (* 14. Juli 1940 in Potsdam) ist ein deutscher Maler.

## Leben
Nach der Schulausbildung studierte Hanspeter Münch von 1963 bis 1966 an der Staatlichen Akademie der bildenden Künste in Stuttgart, und von 1966 bis 1969 an der Staatlichen Hochschule für bildende Künste in Hamburg. Von 1969 bis 1974 führte er ein Atelier in Frankfurt am Main und von 1976 bis 1977 ein Studio in London. 1978 arbeitete Hanspeter Münch in der Villa Romana in Florenz. Ein Studienaufenthalt in der Villa Massimo in Rom schloss sich 1981 an. 1974 wurde ihm ein Lehrauftrag an der Hochschule für Gestaltung Offenbach am Main übertragen, und er wurde 1982 zum Honorarprofessor ernannt. Seit 1988 realisiert Hanspeter Münch umfangreiche architekturbezogene Arbeiten (Wandbilder, Deckenmalereien und Glasfenster).
Hanspeter Münch lebt und arbeitet in Ettlingen.

## Werke im öffentlichen Raum (Auswahl)

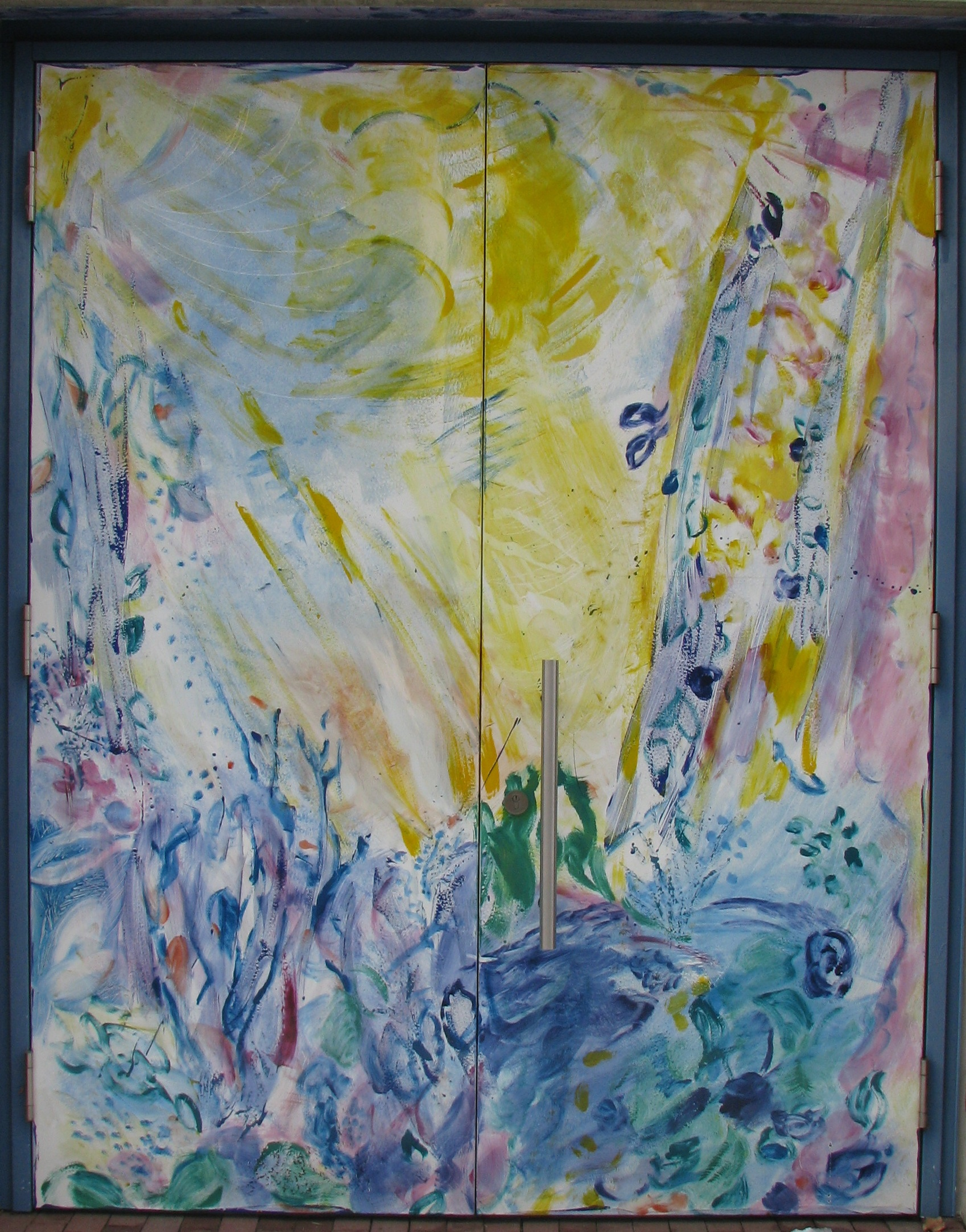
Portal der St.-Teresa-Kirche, Heidelberg

- 1989: Wandmalerei, Markgräfliches Palais Karlsruhe (BBBank)
- 1991: Glasmalerei, Kapelle Peter und Paul, Karlsruhe-Durlach
- 1996: Gewölbe-, Decken- und Wandmalerei, Badische Versicherungen, Karlsruhe
- 1997: Altarbild, Hauptportal und Fenster, St. Teresa, Heidelberg-Ziegelhausen
- 2007: Wandbilder, Neubau Badische Versicherungen, Karlsruhe
- 2008: Wandbild, Bangalore, Indien

## Einzelausstellungen (Auswahl)
- 1972 Württembergischer Kunstverein Stuttgart
- 1973 Mannheimer Kunstverein
- 1975 Kunsthalle Bremen; Frankfurter Kunstkabinett
- 1976 The Richard Demarco Gallery, Edinburgh
- 1977 Goethe-Institut Glasgow
- 1980 Frankfurter Kunstkabinett; Galerie manus presse, Stuttgart; Galerie Schrade, Kißlegg
- 1981 ART Basel
- 1982 Museumsgesellschaft Ettlingen
- 1983 Kunstverein Speyer
- 1984 Galerie der Stadt Sindelfingen
- 1985 Augustinermuseum Freiburg
- 1986 Galerie Rottloff, Karlsruhe
- 1987 Galerie Orangerie-Reinz, Köln; Galerie manus presse, Stuttgart
- 1988 Galerie der Stadt Wörth/Rh.
- 1990 Galerie Orangerie-Reinz, Köln;
- 1992 Museum der Stadt Ettlingen; Galerie Sander, Darmstadt; Städt. Galerie im Karmeliterkloster, Frankfurt/M.
- 1993 Galerie Rottloff, Karlsruhe; Ausstellungszyklus Baden-Württ. Bank Stuttgart, Heilbronn, Karlsruhe; Städt. Galerie am Markt, Schwäbisch Hall
- 1995 Kunsthalle Mannheim; Galerie Orangerie-Reinz, Köln; Hohenloher Kunstverein, Langenburg
- 1998 Galerie Brennecke, Berlin; Galerie Barbara v. Stechow, Frankfurt/M.; Wassermann Galerie, München
- 1999 Museum Würth, Künzelsau; Galerie am Donhof, Robert Schumann-Haus, Zwickau; Vonderau Museum, Fulda
- 2000 Wassermann Galerie, München
- 2001 Galerie Brennecke, Berlin; Galerie Winkelmann, Düsseldorf; Galerie Barbara v. Stechow, Frankfurt/M.
- 2002 Diözesanmuseum, Rottenburg; Galerie v. Tempelhof, Karlsruhe
- 2003 Galerie Nisters, Speyer; Galerie Malichin, Baden-Baden
- 2004 ART Karlsruhe; Galerie Schloß Mochental
- 2005 ART Karlsruhe, Wassermann Galerie, München; Galerie Barbara v. Stechow, Frankfurt/M
- 2006 ART Karlsruhe; Museum der Stadt Ettlingen; Galerie Rother, Wiesbaden;
- 2007 Georg Meistermann-Museum, Wittlich; Galerie Nisters, Speyer
- 2008 Galerie Rother, Wiesbaden; Galerie Winkelmann, Düsseldorf
- 2012 Forum Würth, Arlesheim
- 2015 Schlossgalerie, Ettlingen

## Veröffentlichungen (Auswahl)
- Hanspeter Münch – Malerei 1965–1995. Ausstellungskatalog der Kunsthalle Mannheim. ISBN 3-89322-726-1
- C. Sylvia Weger (Hrsg.), Hanspeter Münch – Malerei. Ausstellungskatalog Museum Würth, Hirschwirtscheuer. Künzelsau 1999.
- Justinus Calleen (Hrsg.), Hanspeter Münch – Malerei 1960–2007. Wittlich 2007. ISBN 978-3-937295-71-8
- Wolfgang Urban (Hrsg.), Hanspeter Münch, Ikonen der Farbe. Rottenburg 2002. ISBN 3-88294-324-6
- Hanspeter Münch – Aquarelle. Ostfildern o. J.
- Frieder Gadesmann: Sieben Engel für Württemberg. Stuttgart 2009.
- Frieder Gadesmann: Engel für Sindelfingen. Sindelfingen 2010.
- Hanspeter Münch – LichtRäume. Ausstellungskatalog Forum Würth Arlesheim 2012. ISBN 978-3-89929-235-0.